# N1
N1 – seria nieudanych radzieckich rakiet nośnych, mających wynieść kosmonautów na Księżyc. Programem ich budowy kierował aż do śmierci w styczniu 1966 roku Siergiej Korolow, zastąpiony potem przez Wasilija Miszyna.

## Konstrukcja i historia
Nowa rakieta Korolowa została oznaczona N1; w połowie 1962 roku jej projekt nadawał się do pokazania Kremlowi. Projekt przejrzała komisja pod kierunkiem Mstisława Kiełdysza. N1 była rakietą porównywalną z amerykańskimi rakietami Saturn V. Liczyła ponad 100 metrów wysokości i miała moc wystarczającą do wyniesienia 95 ton na niską orbitę okołoziemską. Jej zadaniem miało być także umożliwienie załogowego lądowania na Księżycu. Korolow pierwotnie zamierzał przetransportować oddzielnymi rakietami dwie lub trzy części księżycowego statku, który kosmonauci zmontowaliby na orbicie okołoziemskiej, później jednak również i on doszedł do koncepcji połączenia pojazdów na orbicie księżycowej. Pojedyncza N1 wystarczała do dostarczenia na orbitę Księżyca dwuosobowego statku, który wysłałby potem na powierzchnię Księżyca mały lądownik z samotnym kosmonautą, poczekał na niego i wrócił na Ziemię. Biorąc pod uwagę to, że olbrzymi obszar ZSRR miał w zasadzie granice lądowe, jeśli nie liczyć Oceanu Arktycznego i mniejszych akwenów, nie było możliwości budowania wielkich stopni N1 daleko od ośrodka, z którego miały odbywać się starty, i transportu ich barkami. Fabryka została więc zbudowana w Tiuratam – miała tam powstawać cała N1. Silniki Kuźniecowa będą pochodziły z Kujbyszewa, a wszystkie trzy stopnie rakiety zmontuje się w jednym zakładzie, cały czas w pozycji poziomej. Gotowa rakieta leżałaby na boku na olbrzymiej lawecie. N1 była rakietą trzystopniową (w misjach księżycowych: pięciostopniową), wyposażoną w skomplikowany system paliwowy i 30 silników pierwszego stopnia. Trzydzieści silników pierwszego stopnia zostało zamontowanych parami. Rakieta była wyposażona w pokładowy system kontroli działania silników, który miał wykrywać nieprawidłowości. Uszkodzony silnik zostałby wówczas wyłączony z tym od „pary”, znajdującym się w takiej samej odległości od osi rakiety po drugiej stronie. W ten sposób miała zostać zachowana równowaga ciągu. Z pośpiechu, silników nigdy nie przetestowano jako zespołu, testy prowadzono jedynie pojedynczo. Nie odkryto przez to na czas problemów wynikających z ich liczby – wibracji, niszczących turbiny i zrywających przewody paliwowe, a także skomplikowanej struktury płomieni wylotowych, powodujących między innymi niekontrolowane obroty pojazdu. Dla porównania, Saturn V posiadał jedynie pięć silników F-1. 
Na skutek trudności technicznych, N1 nigdy nie wykonała udanego lotu. Wszystkie cztery bezzałogowe starty (z planowanych 12) zakończyły się katastrofami przed odłączeniem pierwszego członu rakiety. Najdłuższy lot trwał 107 sekund. Dwa starty miały miejsce w roku 1969, jeden w 1971, a ostatni w 1972. Program został przerwany w 1974 roku, przed ostatnim lotem testowym, który – zdaniem inżynierów – miał szanse powodzenia.
Następcą programu była planowana rakieta „Wulkan” – zwiększona wersja rakiety Proton napędzana paliwem hipergolicznym, a od roku 1976 program Energia / Buran.
O klęsce projektu N1 nie zdecydowała jednak ani jej skomplikowana konstrukcja, nawet decyzje dotyczące paliwa. W największym stopniu przyczynił się brak funduszy na przetestowanie rakiety, a przede wszystkim – zespołu mających pracować razem trzydziestu silników. Po programie pozostał zapas przetestowanych i niezawodnych silników NK-33. Uniknęły zniszczenia, mimo prób ukrycia niepowodzenia projektu przez radzieckie władze, w tym domniemanego polecenia zniszczenia wszystkich pozostałości materialnych. Były wykorzystywane przez amerykańską firmę, Kistler Aerospace Corporation, która opracowywała na ich bazie nowe projekty rakiet. Silniki NK-33 są wykorzystywane m.in. przez rakietę Sojuz 2.1w (inna nazwa to Sojuz 1).

## Próby startów
- 21 lutego 1969: Eksplozja na wysokości 12 200 metrów. Podczas startu, między 3 a 10 sekundą lotu, KORD - układ sterowania silnikami rakietowymi - wysłał mylny sygnał wyłączenia silników nr 12 i 24 pierwszego członu, które działały bez zarzutu. W 66 sekundzie wibracje narastające w wyniku rezonansu akustycznego spowodowały przerwanie przewodu doprowadzającego utleniacz do generatora gazu jednego z silników na paliwo ciekłe. Wyciekający tlen zainicjował pożar w części tylnej. W 70 sekundzie ogólna komenda wyłączyła wszystkie silniki sekcji A (pierwszego członu). Zadziałał awaryjny system ratunkowy i moduł powrotny statku kosmicznego L-1, który miał dokonać przelotu obok Księżyca, wylądował kilkadziesiąt kilometrów od miejsca startu.
- 3 lipca 1969: Awaria silników stopnia 1 podczas startu na wysokości ok. 150 m. Kawałek metalu dostał się do pompy utleniacza, co wywołało eksplozję w jednym z silników pierwszego stopnia. Wybuch uszkodził przewody paliwowe sąsiednich silników, ogień gwałtownie się rozprzestrzenił i rakieta przewróciła się niszcząc cały kompleks startowy. Obecnie wiadomo, że przez niedbalstwo techników znalazła się w niej przypadkowa nakrętka. 2735-tonowa konstrukcja runęła na ziemię i eksplodowała[2]. W raporcie z badań przyczyny katastrofy stwierdzono - że silnik „jest wrażliwy na obce ciała”. Ten nieudany start był przyczyną rezygnacji z wystrzelenia na Księżyc statku załogowego z Leonowem na pokładzie. Przygotowywana gorączkowo ekspedycja miała na celu wyprzedzenie NASA w wyścigu ku Księżycowi. System kontroli działania silników został gruntownie przeprojektowany, a pierwszy stopień wyposażono we freonowy układ gaśniczy. Nikołaj Kuźniecow, główny projektant silników, przeprowadził zmiany w celu zwiększenia ich niezawodności. Jedną z nich było zamontowanie najprostszych filtrów. Wyrzutnia została przeznaczona do odbudowy, a budowę drugiej, już zaczętej, przyspieszono. Mimo to następna próba N1 nastąpiła za dwa lata[1]. Wiele źródeł podaje, że był to największy wybuch na naszej planecie spowodowany przez człowieka, a niebędący detonacją bomby atomowej. Energię wybuchu oszacowano na 29 TJ, co odpowiada detonacji siedmiu tysięcy ton trotylu (bomba zrzucona na Hiroszimę to około 15 tysięcy ton trotylu)[2].
- 27 czerwca 1971: Niekontrolowany obrót 7 sekund po starcie. Kiedy rakieta opuściła wyrzutnię, nieprzewidziane siły aerodynamiczne spowodowały jej szybkie obracanie się wokół własnej osi. W wyniku tego trzeci stopień oderwał się od pierwszego i drugiego, po czym spadł wraz z makietą pojazdu księżycowego. Eksplodował niedaleko wyrzutni. Reszta N1 leciała dalej, wirując cały czas, przeładowany system sterowania, który próbował to zlikwidować, zawiódł. Wprawdzie silniki pierwszego stopnia zachowywały się właściwie, jednak system kontrolny wyłączył je wszystkie. Kaleka rakieta księżycowa poleciała łukiem niczym gigantyczny pocisk artyleryjski, po czym spadła 20 kilometrów od wyrzutni i także wybuchła, pozostawiając krater o średnicy 30 metrów[1].
- 23 listopada 1972: Kombinacja N1/Ł3, a więc rakieta z pełnym kompleksem księżycowego lądownika na pokładzie. Tym razem działała prawie dobrze – leciała prawidłowo przez całe dziewięćdziesiąt sekund. Następnie zgodnie z planem, wyłączyło się sześć środkowych silników pierwszego stopnia, aby zmniejszyć przyspieszenie rakiety. Niestety okazało się to zbyt gwałtowne i siły bezwładności pozrywały przewody paliwowe. Powstał pożar i freonowy system gaśniczy nie zadziałał. W sto pięć sekund po starcie silniki zaczęły wybuchać. Dwie sekundy później system kontroli wyłączył pozostałe, co jednak stało się zbyt późno, ponieważ cała rakieta eksplodowała. Brakowało zaledwie dziesięciu sekund do planowego wyłączenia się pierwszego stopnia[1]. Lot mógłby się udać, gdyby kontrolerzy naziemni wysłali ręczne polecenie, aby odrzucić pierwszy etap i rozpocząć pracę drugiego[3]. Był to definitywny koniec radzieckiego programu załogowych lotów na Księżyc. Miesiąc później Amerykanie zakończyli program Apollo i nie było się już po co ścigać[4].